# CUCURI
株式会社CUCURI（ククリ、英: CUCURI Co., Ltd.）は神奈川県川崎市麻生区にある芸能事務所。オリジナルコンテンツの制作業務、タレントの育成・マネージメント業務を行っている。本社は株式会社CUCURI aniworksである。

## 制作業務
- オリジナルコンテンツの企画制作。

## 育成業務
- aniworksによる声優の育成事業。

## マネージメント業務
- aniworks-proによるタレントのマネージメント事業。